# Тингаєв Олександр Олександрович
Тинга́єв Олекса́ндр Олекса́ндрович (нар. 6 лютого 1980 року, Нові Санжари, Полтавська обл.) — український футбольний телекоментатор.

## Життєпис
З 10 років Олександр почав ходити до футбольної секції, кілька років провів у спецкласі з футболу. Пізніше батьки перевели його до ДЮСШ «Ворскла». Через складні часи (1990-ті) не було навіть необхідного екіпірування, турніри і товариські матчі  проводились рідко. Отримавши футбольний розряд в ДЮСШ, в 17-річному віці Тингаєв пішов у журналістику.

## Кар'єра
- Січень 1998 — квітень 2003 — радіо «Ваша хвиля» (ТРК «Лтава», Полтава) — ведучий ефіру, автор програм, спортивний оглядач і коментатор;
- Червень 2003 — січень 2004 — телеканал «Місто» (Полтава) — спортивний редактор, ведучий;
- Лютий 2004 — травень 2007 — телеканал «Інтер» — спортивний журналіст;
- Листопад 2006 — червень 2008 — телеканал «Інтер+» − позаштатний футбольний коментатор;
- Червень 2007 — жовтень 2007 — телеканал «Перший національний» (програма «Наш футбол») — позаштатний журналіст;
- Липень 2007 — липень 2008 — ТРК «Україна», компанія «Медіа Спорт Промоушен» − позаштатний футбольний коментатор;
- Серпень 2008 — серпень 2010[2] — телеканал «Футбол» − футбольний коментатор [1];
- Вересень 2010 — травень 2011 — «ICTV» − коментував матчі Ліги Європи;
- Березень 2011 — жовтень 2011 — група компаній «1+1» (канали «1+1» і «2+2») — футбольний коментатор;
- З 2012 року і дотепер — телеканал «Інтер» — позаштатний футбольний (спортивний) коментатор.
- Також з березня 2015 року як Фрилансер співпрацює з продакшн-компаніями і коментує матчі Професіональна футбольна ліга України, Асоціація футзалу України.

## Факти
- Улюблений футбольний клуб — Ворскла (футбольний клуб), Динамо (Київ).
- Захоплення — футбол, Покер, рибалка, російський більярд, нарди, книги, кіно, музика [1].